# Trolleybus de Mexico
Le trolleybus de Mexico est un réseau de trolleybus qui dessert la ville de Mexico, au  Mexique.

## Historique
Le réseau ouvre le 9 mars 1951.

## Réseau actuel
Jusqu'en 2019, les lignes étaient identifiées par les lettres suivantes : A, CP, D, G, I, K, LL et S.

### Aperçu général
Le réseau actuel comprend huit lignes, utilisant des nombres comme nomenclature.
| Ligne | Tracé                                            |
| ----- | ------------------------------------------------ |
| 1     | EJE CENTRAL                                      |
| 2     | EJE 2 - 2A SUR                                   |
| 3     | EJE 7 - 7A SUR                                   |
| 4     | METRO BOULEVARD PUERTO AÉREO / METRO EL ROSARIO  |
| 5     | SAN FELIPE DE JESÚS / METRO HIDALGO              |
| 6     | METRO EL ROSARIO / METRO CHAPULTEPEC             |
| 7     | CETRAM PERIFÉRICO ORIENTE / CIUDAD UNIVERSITARIA |
| 8     | CIRCUITO POLITÉCNICO                             |
| 9     | IZTACALCO / VILLA DE CORTÉS                      |
| 10    | CONSTITUCIÓN DE 1917 / ACAHUALTEPEC              |
| 12    | PERISUR / TASQUEÑA                               |

### Matériel roulant[2]
| Fabricant        | Série | Quantité | Technologie du système de traction |
| ---------------- | ----- | -------- | ---------------------------------- |
| YUTONG / ZK5180C | 2400  | 102      | Convertisseur isolant DCDC         |
| YUTONG / ZK5120C | 2300  | 22       | Convertisseur isolant DCDC         |
| YUTONG / ZK5120C | 2200  | 108      | Convertisseur isolant DCDC         |
| YUTONG / ZK5180C | 2100  | 50       | Convertisseur isolant DCDC         |
| YUTONG / ZK5120C | 2000  | 143      | Convertisseur isolant DCDC         |